# Ceinture et pendentifs en or de la tombe de la couronne en or
La ceinture et pendentifs en or de la tombe de la couronne en or ont été trouvés dans la tombe de la couronne en or (Geumgwanchong ) à Gyeongju et sont un des trésors nationaux de la Corée du Sud, le n°88

## Découverte
Ils ont été découverts en 1921, alors que la Corée était sous occupation japonaise.

## Usage
Ces objets sont liés à une ancienne tradition selon laquelle les gens transportaient leurs précieux objets ornementaux et pratiques, tels que des pendentifs en jade, des couteaux, des silex, pierres à aiguiser, et des pinces à épiler, en les accrochant à leur ceinture. Lorsque cette tradition a été adoptée pour les uniformes de cour de Baekje et de Silla, les fonctionnaires portaient des ceintures avec des ornements différents selon leur statut et leur position.

## Description
Sur cette ceinture de 109 centimètres sont enfilées 39 plaques en or pur, auxquelles sont suspendues des chaînes d'une longueur maximum de 54,4 centimètres. Elle est équipée d'un fermoir servant à fixer ses deux extrémités. Les plaques d'or carrées sont en outre ornées de minuscules feuilles d'or circulaires fixées à l'aide de fils d'or ; la plupart des ornements suspendus - 17 chaînes en tout et de différentes longueurs - sont munis d'un pendentif symbolique à leur extrémité. Les plaques et les ornements suspendus sont d'excellente facture.